# Élection présidentielle colombienne de 1922
L'élection présidentielle colombienne de 1922 est l'élection présidentielle dont le premier tour se déroula le 12 février 1922 en Colombie. Ces élections furent remportées par Pedro Nel Ospina.

## Résultats
| Candidats              | Parti politique        | Votes   |
| ---------------------- | ---------------------- | ------- |
| Pedro Nel Ospina       | Parti conservateur     | 413 619 |
| Benjamín Herrera       | Parti libéral          | 256 231 |
| Autres votes           |                        | 203     |
| Total de votes valides | Total de votes valides | 670 053 |